# On Consignment 2
Série
On Consignment
(2007) On Consignment 3
(2010)
Pour plus de détails, voir Fiche technique et Distribution.
On Consignment 2 est un film érotique tchèque de 2009 écrit et réalisé par Lloyd A. Simandl.

## Fiche technique
- Titre : On Consignment
- Réalisation : Lloyd A. Simandl
- Scénario : Lloyd A. Simandl
- Montage : Sonia Nemecova
- Producteur : Lloyd A. Simandl, Anne Wallace
- Production : North American Pictures
- Musique : Chris Jones
- Pays :  République tchèque
- Langue : anglais
- Lieux de tournage : North American Pictures Studios, Barrandov Studios, Prague, République tchèque
- Genre : Action, érotico-saphique
- Durée :
- Date de sortie : 17 mai 2009

## Distribution
- Nikita Valentin : Alexa (créditée comme Gabriela Luzova)
- Sabina Casárová : Ellen
- Marie Veckova : la femme de chambre
- Nikol Bogdanova : Vesna